# 徽州府
徽州府，明清两朝设置的府。

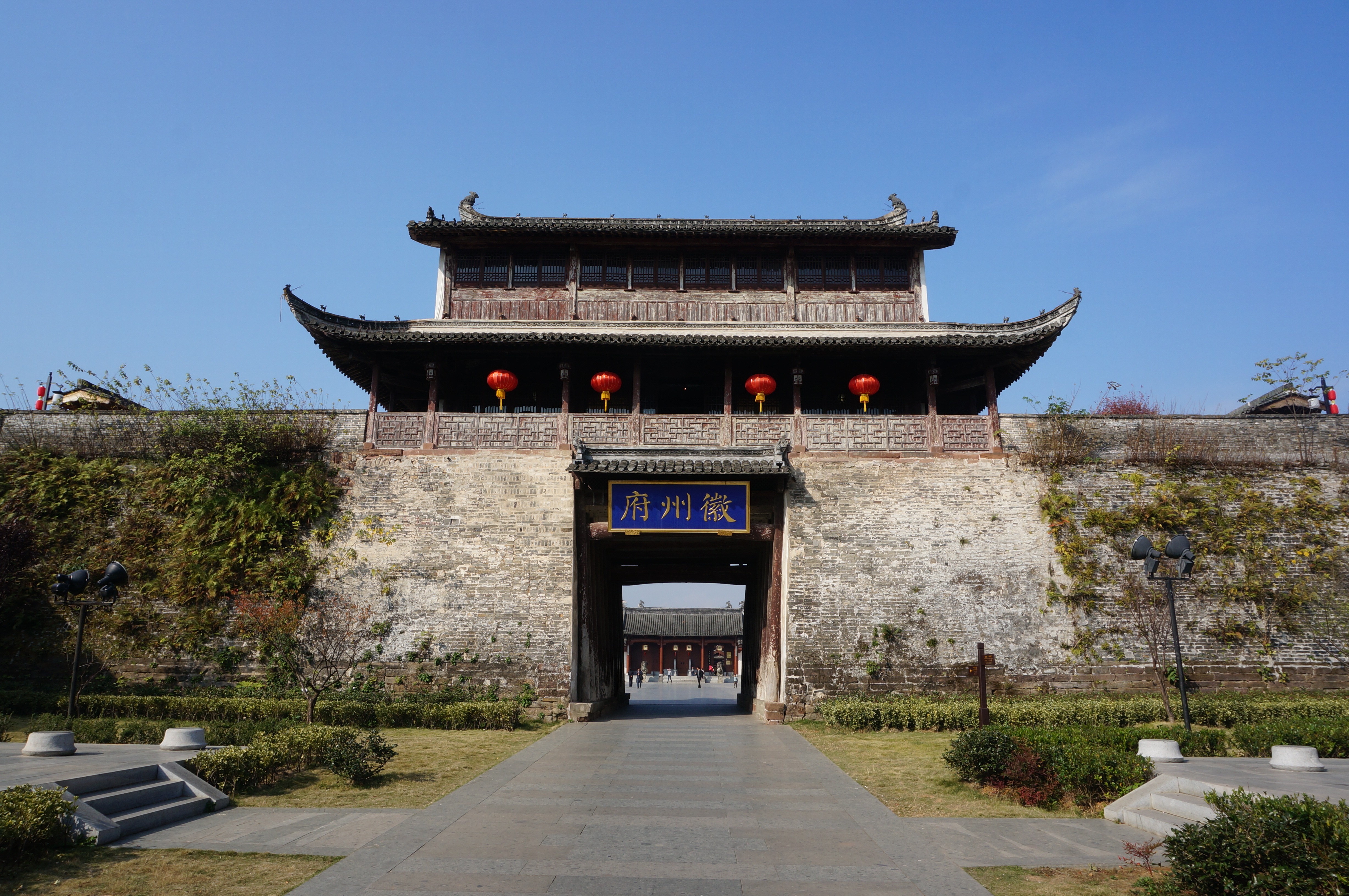
歙县徽州府衙

北宋宣和三年（1121年），改歙州為徽州，元朝為徽州路。元朝末年，朱元璋政權改名興安府，又改為徽州府。從此歷宋元明清四代，統六縣（歙縣、黟縣、休寧、婺源、績溪、祁門），轄境為今安徽省黃山市、績溪縣及江西省婺源縣，行政版圖相對穩定。辛亥革命後，全国废府，故废。
徽州是徽商的發祥地，明清時期徽商稱雄中國商界500多年，有“無徽不成鎮”、“徽商遍天下”之說。徽文化已成為中國三大地域文化之一。民國元年廢府留縣，原領六縣直屬安徽省。民國38年5月13日，設徽州專區。1987年，中华人民共和国务院批准改徽州地區為黃山市。

## 徽州府轄境
以明清而計，徽州府轄境為今地級黃山市（黟縣北部柯村鎮、美溪鄉和宏潭鄉除外、祁門縣安凌鎮除外、黃山區僅限南部湯口鎮）、績溪縣全境、婺源縣全境。
| 府縣   | 治所                                           | 今轄境 | 隸屬關係                                                            |
| ------ | ---------------------------------------------- | --- | ------------------------------------------------------------------- |
| 徽州府 | 今歙縣徽城鎮                                   | | 二級政區。徽城鎮自唐武德四年（622年）始成為州治                     |
| 歙縣   | 今歙縣徽城鎮，嘉靖三十四年（1555年）前府縣同治 | 今歙縣、徽州區、黃山區湯口鎮和黃山風景區，及今績溪縣長安鎮坦頭村、大源村和上莊鎮金坑村，今屯溪區屯光鎮篁墩村、休寧縣璜尖鄉 | 始皇二十六年（西元前221年）置，屬鄣郡，本州首縣                     |
| 休寧縣 | 今休寧海陽鎮                                   | 今休寧縣（璜尖鄉和板橋鄉除外）、屯溪區（屯光鎮篁墩村除外）、浙江淳安縣中洲鎮札溪村                                         | 漢建安十三年（208年），分歙縣西鄉地置縣，隸本州                     |
| 黟縣   | 今黟縣碧陽鎮                                   | 今黟縣（黃山山脈以北的柯村鎮、美溪鄉和宏潭鄉除外）                                                                         | 始皇二十六年（西元前221年）置，屬鄣郡，隸本州                       |
| 績溪縣 | 今績溪華陽鎮                                   | 今績溪縣（長安鎮坦頭村、大源村和上莊鎮金坑村除外）                                                                         | 唐永泰二年（766年）析歙縣華陽鎮置，隸本州                           |
| 婺源縣 | 今婺源紫陽鎮                                   | 今婺源縣（含休寧縣板橋鄉）                                                                                                 | 唐開元二十八年（740年），析休寧縣回玉鄉和鄰縣樂平的懷金鄉置，隸本州 |
| 祁門縣 | 今祁門祁山鎮                                   | 今祁門縣（安凌鎮除外） | 唐武德五年（627年），析黟縣和饒州鄱陽二縣各一部置，隸本州           |

## 歷史沿革

### 先秦秦漢
徽州地區歷史悠久，源遠流長。據1955年與1981年在績溪縣發現的兩處新石器時代遺址考證，早在六千年前，翬嶺（即徽嶺）南北就有人類活動，《山海經》載有“三天子都”舊名，亦即今徽地之屬。傳說西元前二十一世紀以前，本區尚屬海濱之地，東南即大海，境內為異族共工氏佔據。西元前二十一世紀以後，西周以前，據《禹貢》天下分九州本區屬揚州，即所謂“蠻夷”所屬之地。春秋時，初属越；西元前473年，吴败越屬吳；西元前473年以後，吳亡屬越；西元前355年以後，越亡屬楚。實際上當時吳、越、楚三國並存，戰爭頻繁，本區被作為拉鋸戰爭之地轄屬時有變動。西元前222年秦始皇一統六國，分全國為三十六郡。本區設黟、歙二縣，屬會稽郡（治三陰，即今浙江紹興）。楚漢之際屬鄣郡（治故鄣，今浙江長興）此時之歙縣包括今歙、休寧、婺源、績溪、淳安、遂安等地；黟縣包括今黟縣、祁門、石台等地。楚漢戰爭之際，本區一度為項羽所占，作為其功臣梅鋗之封邑，不久為漢將陳嬰所占，屬漢。
漢高祖六年（前201年）黟、歙屬荊國（治今淮南）。十二年（前195年），黟、歙屬吳國（治今江蘇沛縣）。漢景帝前元三年（前154年），黟、歙屬江都國（治今江蘇揚州）。漢武帝元狩二年（前121年），置丹陽郡（治宛陵，今安徽宣城），設十七城，歙、黟為其二城。元狩六年（前117年），立武帝子劉胥為廣陵王，歙、黟屬廣陵國（治廣陵，今揚州），漢宣帝五風四年（前54年），劉胥獲罪自殺，國除，復為丹陽郡之屬。漢成帝鴻嘉二年（前19年），立原中山靖王劉勝之裔劉雲客為廣德王（治廣德，今安徽廣德），黟縣屬丹陽郡；歙縣仍屬丹陽郡。始元二年（前16年），劉雲客死，無子，國除，黟縣復屬丹陽郡。漢平帝元始二年（西元2年），立廣川王劉越之裔劉倫為廣德王，黟縣復屬廣德國。王莽篡漢，建國元年（西元9年），貶漢廣德王為公，改黟縣為愬虜。東漢光武帝建武六年（西元30年），復名為黟縣，仍屬丹陽郡。
漢獻帝建安十三年（208年）十二月，孫權派部將賀齊出兵消滅歙地所謂“山賊”（實際是對抗孫權的山越、水越和漢人混居而成）金奇、毛甘和黟地陳僕等，將原歙地一分為五，即：歙、休陽（劃原歙以西之地新立）、黎陽（劃原歙以西另一地新立）、新定（劃原歙以南之地新立，今浙江遂安）和始新（劃原歙以東一地新立，今浙江淳安），加上黟共六縣一併從丹陽郡分出，建立新都郡，治始新（今浙江淳安）。三國吳永安元年（258年）休陽縣因諱吳主孫休改為海陽縣。

### 兩晉隋唐
晉太康元年（280年），晉滅吳，新都郡更名為新安郡，仍屬揚州。所屬新定縣改為遂安縣，海陽縣改為海寧縣，加上原屬之始新、黎陽、歙、黟，仍領六縣。南朝宋孝武帝大明八年（464年），並黎陽于海寧，當時新安郡領五縣，即：歙、黟、海寧、遂安和始新。南朝梁武帝普通三年（522年），將原屬吳郡管轄的壽昌縣（即浙江壽昌縣，今並於浙江建德市），劃歸新安郡，新安郡從此復領六縣，即海寧、始新、遂安、壽昌、歙和黟。梁武帝大同元年（535年），析歙縣華陽鎮，置良安縣（一作梁安），郡領縣七，不久，廢良安縣，郡仍領縣六。梁武帝承聖二年（553年），將原新安郡一分為二，遂安、始新、壽昌三縣仍屬新安郡；將原並于海寧的黎陽重新劃出，復為二縣，加上歙、黟共四縣，由新建之新寧郡管轄（即今本區的基本區域），治海寧，與原新安郡並屬揚州，此時之新安郡非今之“徽州”，但時僅九年。南朝陳文帝天嘉三年（562年），再次將黎陽縣併入海寧縣，復將新寧郡併入新安郡，領歙、黟、海寧、始新、遂安和壽昌共六縣，隸屬東揚州。
隋文帝開皇九年（589年），改郡為州，以州統縣，將歙、黟二縣併入海寧為歙州，州治設海寧；又將始新縣改為新安縣，原遂安、壽昌併入新安縣，劃歸婺州（今浙江金華）管轄。歙州轄地僅有原新安郡的一半，即今徽州的基本地域。此後近二十年稱“新安”的又非今日之“徽州”。隋文帝開皇二十一年（591年）恢復原歙縣，並將早先屬海寧的篁墩劃歸歙縣管轄，恢復原黟縣，並將州治設在黟縣，州領歙、黟、海寧三縣。開皇十八年（589年），改海寧為休寧，劃歸婺州（今浙江金華）管轄，不久，復將休寧劃歸歙州。隋煬帝大業三年（607年），全國改州為郡，更歙州為新安郡，仍領休寧、歙、黟三縣，郡治在歙。不久戰亂起，歙縣登源（後屬績溪縣）人汪華起兵，占郡地及附近州郡，自稱吳王。大業十二年（616年），汪華遷郡治于休寧，次年（617年），汪華再遷郡治於歙縣。
唐高祖武德四年（612年），改新安郡為歙州。州治歙縣，仍領歙、黟、休寧三縣。同年汪華歸唐，封越國公，並授以歙州刺史，以歙州為總管府，使持節總管歙、宣、杭、睦、婺（今浙江金華）和饒（今江西上饒）六軍諸軍事。武德七年（624年），改歙州總管為歙州都督。貞觀元年（627年），罷都督府，歙州屬江南道。唐高宗永徽五年（654年），劃歙地一部分新建北野縣。歙州領縣四：歙、黟、休寧、北野。開元二十一年（733年），歙州改屬江南東道。唐玄宗開元二十八年（740年），又析休寧縣回玉鄉和鄰縣樂平（一說鄱陽）的懷金鄉，新建婺源縣，屬歙州轄。歙州領歙、黟、休寧、北野和婺源五縣。天寶元年（742年），改歙州為新安郡，治所仍在歙縣。天寶六年（747年），改黟山為黃山。唐肅宗改元乾元元年（758年），因忌恨安祿山，復改新安郡為歙州，隸屬浙江西道節度使，並隸宣、歙、饒觀察使。乾元二年（759年），罷浙江西道節度使及宣、歙、饒觀察使，以歙州隸之。
唐代宗永泰二年（766年），劃歙、休寧二縣各一部分設歸德縣；劃原黟縣的赤山鎮和饒州浮梁縣一地設祁門縣；劃原黟縣一部分設石埭縣（即石台），並將石埭縣劃歸池州管轄；又析歙縣華陽鎮設績溪縣。歙州領八縣：歙、黟、休寧、婺源、北野、績溪、歸德、祁門。歙州改屬宣、歙、池觀察使。大曆四年（769年），廢北野縣。大曆五年（770年），廢歸德縣，其地併入休寧，歙州領六縣，奠定了此後一千餘年的“一府六縣”建制基礎。大曆十四年（779年），廢宣、歙、池觀察使，歙州隸浙江東西道觀察使。唐德宗建中元年（780年），分浙江東西為二道，歙州隸浙江西道觀察使。建中二年（781年）復合浙江東西二道觀察使，設節度使，賜號“鎮海軍節度使”，歙州屬之。貞元三年（787年），又設宣、歙、池觀察使，歙州隸之。唐憲宗元和六年（811年），改隸宣州觀察使。唐昭宗大順元年（890年），歙州屬寧國軍節度使。昭宗天復三年（903年），廢寧國軍節度使，復宣州觀察使。
　

### 兩宋
五代十國時期（907年），唐亡，淮南節度使楊渥仍稱唐哀宗天祐年號，歙州附之。919年，歙州隸吳。937年，吳亡，隸南唐。
宋太宗太平興國元年（976年），江南（南唐於宋太祖開寶四年即971年起貶國號為江南）亡，歙州隸江南西路轉運使。真宗天禧二年（1018年），歙州屬江南東路轉運使。宋徽宗宣和三年（1121年），鎮壓州人方臘領導的農民起義後，改歙州為徽州。徽州得名始此，仍領六縣，治所在歙縣。南宋高宗建炎四年（1130年），徽州隸江南路轉運使建康府路安撫使。高宗紹興元年（1131年），隸江南東路轉運使。

### 元
元世祖至元十四年（1277年），徽州升徽州路，轄縣不變，隸江浙等處行中書江東建康道肅政廉訪司（即江浙行省），治杭州路。元成宗年貞元年（1295年），升婺源縣為州。徽州路領縣五，即歙、黟、休寧、祁門、績溪；州一，即婺源。元順帝至正十六年（1356年），小明王韓林兒升朱元璋為江南等處行中書省平章，徽州路隸江南等處行中書省。次年（1357年）七月，改徽州路為興安府，仍領縣五、州一。至正二十七年（1367年），朱元璋改興安府為徽州府。

### 明
洪武元年（1368年），朱元璋建立明朝，徽州府直屬中書省。洪武二年（1369年），降婺源州為縣，徽州府仍領六縣，即：歙、黟、休寧、績溪、婺源、祁門。歙縣為府治。
洪武十三年（1380年），罷中書省，徽州府直屬六部。洪武二十九年（1396年），徽州府改隸浙江按察使黟婺分司僉事。明成祖永樂元年（1403年），改隸南京（南京時稱南直隸）。嘉靖三十四年（1555年），隸浙江按察司分司徽寧池太道兵備副使。隆慶六年（1572年），隸浙江按察司巡徽寧道兵備副使。
洪武二十六年（1393年），編戶125548，人口59万。弘治四年（1491年），戶7251，人口6.5万。萬曆六年（1578年），戶118943，人口56.6万。

### 清
清世祖順治二年（1645年），改南直隸為江南省。徽州府改隸江南布政使司，仍領縣六。順治十八年（1661年），江南省一分為二分，為江南左布政使司（治江寧府）和江南右布政使司（治蘇州府），徽州府屬江南左布政使司。
康熙元年（1662年），徽州府屬江南左承宣布政使司徽寧道。康熙六年（1667年），江南左承宣布政使司改為江南安徽等處承宣布政使司（取安慶、徽州二府之名得），安徽省成立。雍正十一年（1733年），屬安徽承宣佈政使司安（慶）徽（州）寧（國）池（州）太（平）道。乾隆二十五年（1760年），安徽布政使司由江寧遷往安慶。乾隆二十六年（1761年），徽州府隸安徽省。咸豐四年（1854年），由於太平天國農民運動興起，安徽沿江一帶成為主戰場，故改隸徽寧池太廣道及皖南鎮，由浙江巡撫兼轄。同治四年（1865年），太平天國勢力被迫退出，徽州府復歸安徽省寧池太廣道。

### 中華民國
徽州歷為路、州、府名，直至民國元年（1912年）一月，廢府留縣，原領縣直屬安徽省。民國三年（1914年）六月，歙、黟、績溪、休寧、祁門、婺源、太平、旌德、石埭（即石台）九縣劃屬安徽省蕪湖道（此時之“道”亦為行政監察區，而非行政歸屬）。民國十七年（1928年）八月，廢道，直隸安徽省。民國二十一年（1932年）十月，太平、石埭二縣劃歸安徽省第八行政督察區，旌德縣劃歸安徽省第九行政督察區，休寧、婺源、祁門、績溪、歙、黟六縣劃屬安徽省第十行政督察區，治休寧。民國二十三年（1934年），由於剿共的需要，婺源縣劃屬江西省，婺源與徽州感情極深，不願脫離母州，人民遂掀起聲勢浩大、持續二十個月的“婺源回皖”運動。民國二十七年（1938年）四月十五日，第八、第十行政督察區改屬國民政府皖南行署，治所設屯溪。同年（1938年）十月二十五日，撤銷第九行政督察區，旌德縣劃歸皖南行署，民國二十九年（1940年）三月二十三日，撤銷第十行政督察區，歙、黟、休寧、祁門、績溪、旌德六縣改屬安徽省第七行政督察區。歙、黟、休寧、祁門、績溪五縣改屬安徽省第七行政督察區。民國三十六年（1947年）六月，由於婺源人民的持續抗爭和徽州其它縣人民的強烈要求，民國二十三年（1934年）劃歸江西省的婺源縣被重新劃回安徽省，屬安徽省第七行政督察區。民國三十七年（1948年）在解放戰爭中，安徽省政府一度遷於屯溪。

### 中華人民共和國
1949年，祁門縣於4月26日、休寧、歙縣於28日、黟縣於29日、績溪縣於30日先後被解放軍二野解放；婺源縣於5月2日被解放軍四野解放，婺源縣的解放標誌著徽州全境的解放。由於解放婺源縣和江西省的同為解放軍四野，因此為了便於管理，從此將婺源劃歸江西省。同年5月13日，中共皖南區黨委通知，設徽州專區（治所初在歙縣，不久遷往屯溪），屬皖南行署（行署初設屯溪，後遷蕪湖），改屯溪鎮為屯溪市（屯溪原為休寧縣一鎮），屬徽州專區，全區領屯溪市和休寧、祁門、績溪、旌德、歙、黟六縣；太平、石台劃屬池州專區。1952年2月4日原屬皖南行署池州專區的太平、石台二縣和原屬皖南行署宣城專區的寧國縣劃屬徽州專區，全區共領一市（屯溪）九縣（休寧、歙縣、祁門、黟縣、績溪、旌德、太平、石台、寧國）。同年4月12日．廢行署區，徽州專區屬安徽省。1953年12月1日，屯溪直隸安徽省，徽州專區領九縣，1955年屯溪降為地轄市。1956年1月12日，撤銷徽州專區，原領九縣劃屬安徽省蕪湖專區；復升屯溪為省轄市。1957年3月22日黟縣併入祁門縣，石台分別併入太平、祁門二縣。5月16日，將屯溪交由休寧縣領導。6月，旌德縣併入績溪縣。1960年12月13日改屯溪市為休寧縣轄鎮。1961年4月13日，重設徽州專區，並將太平縣劃歸本區。同年下半年績溪、旌德二縣分開；8月，寧國縣劃歸本區；8月16日，又改屯溪為地轄市；12月15日，復置黟縣，本區領一市八縣，1963年5月20日屯溪降為休寧縣屬鎮。1965年7月19日，復設石台縣，改屬池州地區。1968年7月7日，成立徽州地區革命委員會，屬縣不變。1971年3月29日，改徽州專區為徽州地區。1974年，太平縣劃入池州地區，本區領七縣。1975年12月19日，復升屯溪為地轄市（縣級）。1979年2月27日，改徽州地區革命委員會為徽州地區行政公署。1980年1月2日，寧國縣改屬宣城地區；同年1月29日，太平、石台二縣劃歸本區，領八縣一市，即：歙、祁門、休寧、黟、績溪、旌德、太平、石台和屯溪市。1983年12月1日，經國務院批准，撤銷太平縣，設立縣級黃山市，以原太平縣、歙縣的黃山公社、石台縣的廣陽公社的行政區域和黃山管理局現有轄區為其行政區域，由省直轄。1986年6月4日，省委、省政府發出通知，黃山管理局改由省和徽州地區雙重領導，業務上以省為主；縣級黃山市由徽州地區代管，其國民經濟和社會發展計畫單列（由省戴帽下達徽州地區）。徽州地區領七縣一市，即：歙、祁門、休寧、黟、績溪、旌德、石台和屯溪市。1987年11月27日，經國務院批准改徽州地區為地級黃山市，設立黃山市屯溪區，其行政區域包括原屯溪市、歙縣篁墩鄉和休寧縣梅林鄉；改原縣級黃山市為黃山區，屬地級黃山市；將績溪縣劃歸宣城地區、石台縣劃歸池州地區。1988年7月地級黃山市正式成立，轄三區四縣，即：屯溪區、徽州區（劃原歙縣岩寺鎮和潛口、呈坎、羅田、西溪南、洽舍、福溪、楊村七個鄉和鄭村鄉的瑤村新立）、黃山區、歙縣、黟縣、休寧縣和祁門縣。

## 延伸阅读
[在维基数据编辑]
 《欽定古今圖書集成·方輿彙編·職方典·徽州府部》，出自陈梦雷《古今圖書集成》